# Истборн
Истборн (енгл. Eastbourne) је град у Уједињеном Краљевству у Енглеској. Према процени из 2007. у граду је живело 116.019 становника.

## Становништво
Према процени, у граду је 2008. живело 116.019 становника.
| 1981.  | 1991.  | 2001.   |
| ------ | ------ | ------- |
| 86,715 | 94,793 | 106,562 |